# Lema
|  | Per a altres significats, vegeu «Lema (desambiguació)». |

L'escut de la Universitat de Barcelona incorpora el seu lema en llatí: Libertas perfundet omnia luce, que significa que La llibertat ho il·lumina tot amb la seva llum.

Un lema és una frase que expressa la motivació, intenció, objectiu o que descriu la forma de conducta d'una persona, d'un grup, d'una institució, d'un estat, un país, una família, etc. Un lema pot expressar-se en qualsevol idioma, però el més comú és utilitzar el llatí o la llengua pròpia del lloc. A vegades s'utilitza com a sinònim de «lema» la paraula italiana motto. adsf adsf dfsa adf asf dasf